# Johann Conrad Ruth
Johann Conrad Ruth (* 18. Januar 1833 in Bellnhausen (Landkreis Marburg); † 10. Februar 1908 in Marburg) war ein deutscher Kommunalpolitiker und Abgeordneter des Provinziallandtages der preußischen Provinz Hessen-Nassau.

## Leben
Johann Conrad Ruth war der Sohn des Landwirts Konrad Ruth und seiner Ehefrau Anna Katharina Pitz. In seinem Heimatort war er Bürgermeister und wurde 1881 in indirekter Wahl zum Abgeordneten des Kurhessischen Kommunallandtages des Regierungsbezirks Kassel bestimmt. Dieser erteilte ihm ein Mandat für den Provinziallandtag der Provinz Hessen-Nassau. Er blieb bis zu seinem Tode im Jahre 1908 in den Parlamenten, wo Paul Troje sein Nachfolger wurde.